# Grensland Express

Logo

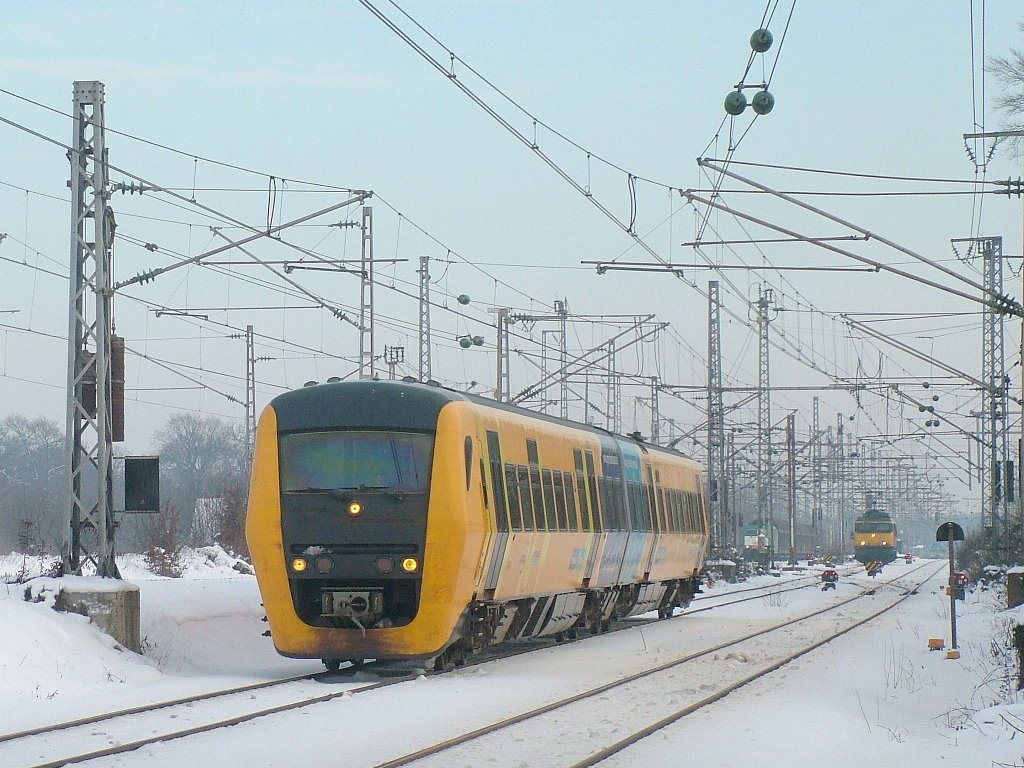
Der Grensland Express bei der Ausfahrt aus dem Bahnhof Bad Bentheim…

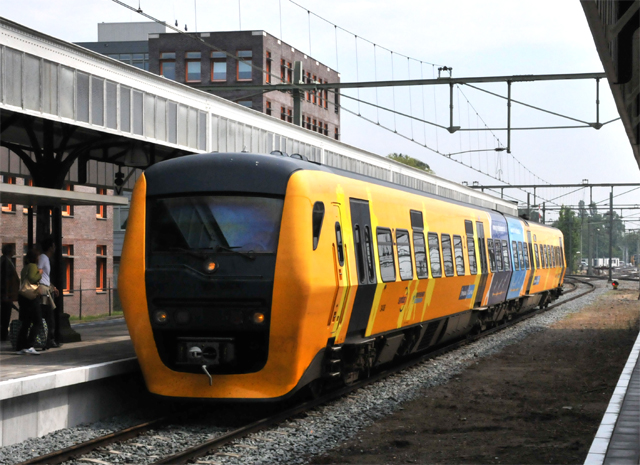
…und im Bahnhof Hengelo

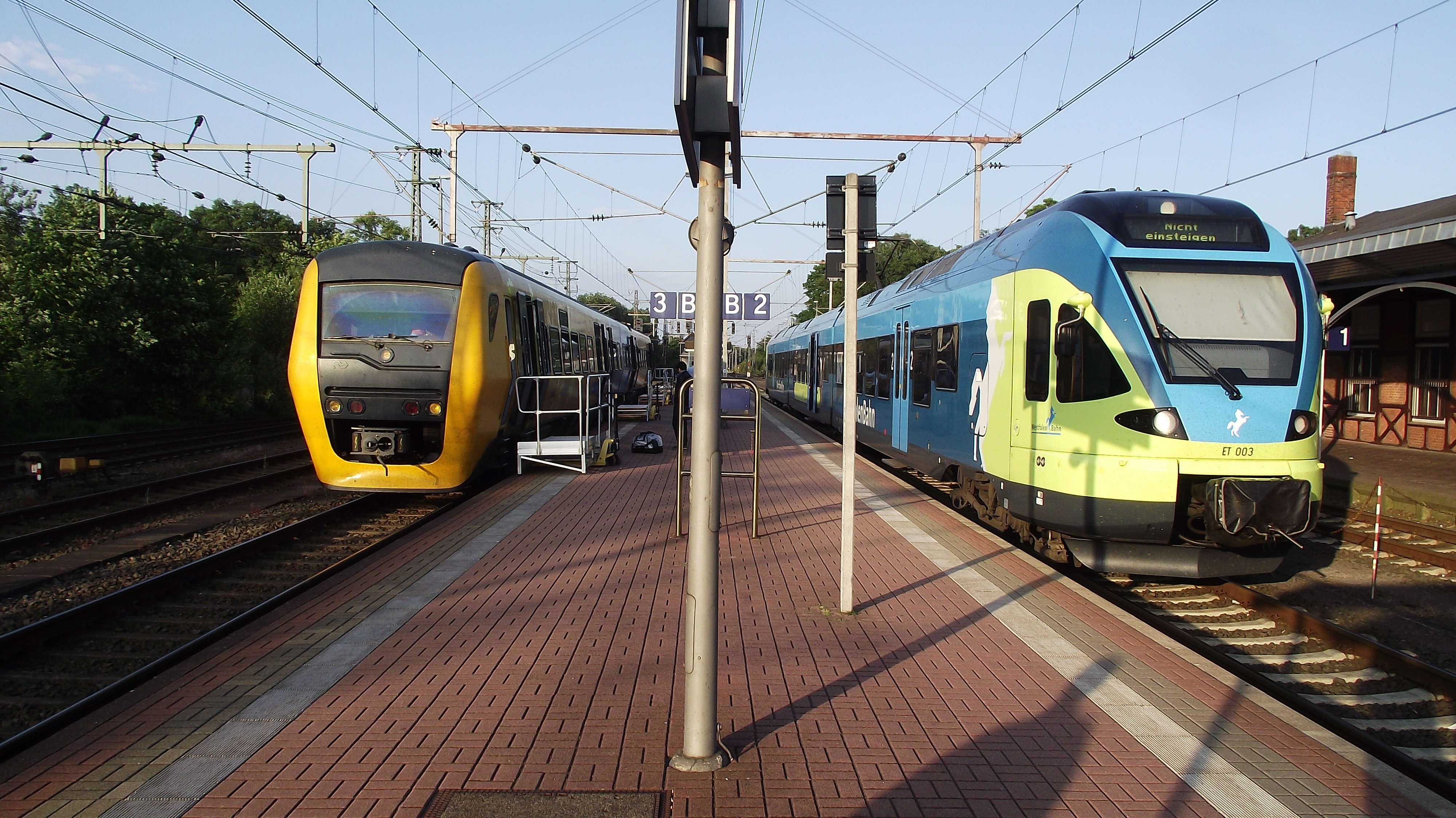
Bahnsteiggleicher Anschluss zwischen Westfalenbahn und Grensland Express

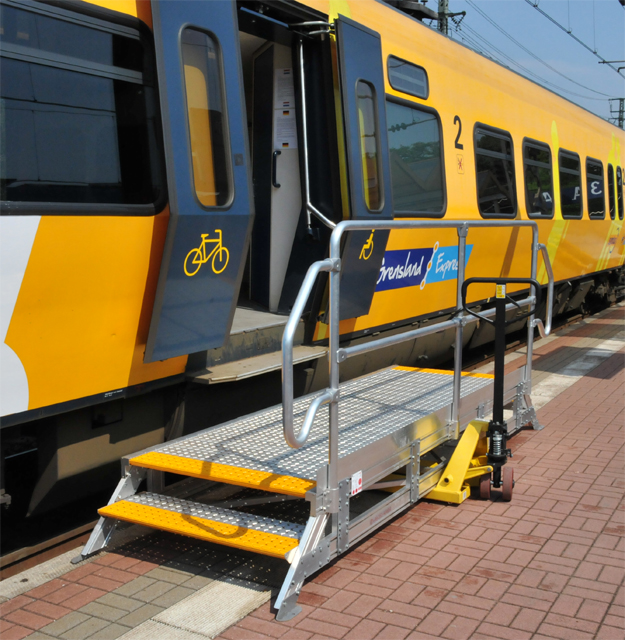
Podest zur Anpassung der Bahnsteighöhe in Bad Bentheim

Der Grensland-Express (niederländisch für Grenzland-Express) war eine grenzüberschreitende Eisenbahnlinie im Nahverkehr zwischen Bad Bentheim in Deutschland und Hengelo in den Niederlanden auf der Bahnstrecke Almelo–Salzbergen. Ihr Betrieb wurde zum 8. Dezember 2013 aufgrund zu geringer Fahrgastzahlen eingestellt.
Seit Dezember 2017 verkehrt auf dem Streckenabschnitt die Linie RB 61 Bielefeld–Osnabrück–Rheine–Bad Bentheim–Hengelo unter dem Namen Wiehengebirgs-Bahn.

## Vorgeschichte
Seit der Aufgabe des Bahnhofs Gildehaus in den 1950er Jahren verkehrten auf dem grenzüberschreitenden Abschnitt der Bahnstrecke Almelo–Salzbergen zwischen Bad Bentheim und Oldenzaal nur noch einzelne Züge des Fernverkehrs. Mit dem Wegfall der zuvor auf den Bahnhöfen Bad Bentheim und Oldenzaal durchgeführten Zollkontrollen hielten diese Züge ab 1995 nicht mehr in Oldenzaal, wodurch dieser Bahnhof die direkte Verbindung nach Bad Bentheim verlor.
Da auch auf deutscher Seite zahlreiche Niederländer wohnen und die Bewohner der grenznahen Bereiche traditionell enge Beziehungen zum Nachbarland pflegen, wurde von verschiedenen Seiten darauf gedrängt, eine Nahverkehrsverbindung zwischen Oldenzaal und Bad Bentheim zu schaffen. Es wurden Vorschläge gemacht, die von Zutphen kommenden und in Oldenzaal endenden Züge bis Bad Bentheim oder Rheine weiterzuführen oder von deutscher Seite mit für das niederländische Bahnstromsystem umgerüsteten Triebwagen bis Oldenzaal oder Hengelo zu fahren. Auch die Einrichtung einer Linie zwischen Hengelo oder Oldenzaal und Nordhorn (über die damals nur im Güterverkehr befahrene Bahnstrecke Gronau–Coevorden) standen zur Debatte. Während die erstgenannten Überlegungen an technischen Fragen scheiterten, wurde die Wiederaufnahme des Personenverkehrs nach Nordhorn zum damaligen Zeitpunkt aus Kostengründen abgelehnt.
Im November 2009 wurde bekannt, dass ein Konsortium aus Bentheimer Eisenbahn AG und Syntus B.V. von der LNVG und den niederländischen Aufgabenträgern Region Twente sowie Provinz Overijssel beauftragt wurde, ab dem Fahrplanwechsel im Dezember 2010 für vorerst drei Jahre Nahverkehrszüge zwischen Hengelo und Bad Bentheim anzubieten.

## Betrieb
Die Linie verkehrte täglich im Stundentakt. Die Züge hielten unterwegs nur in Oldenzaal, nicht aber in Hengelo Oost. Eine zeitweise geplante Reaktivierung der Station Gildehaus oder die Einrichtung neuer Haltepunkte wurde ebenfalls nicht realisiert. Eine Fortführung dieser Verbindung über das Ende des Probezeitraums im Dezember 2013 hinaus wurde von ausreichender Akzeptanz abhängig gemacht, hierzu musste eine Fahrgastzahl von wenigstens 600 pro Tag auf dem grenzüberschreitenden Abschnitt erreicht werden.
Im Verkehrsvertrag war zudem festgehalten, dass im Fall einer Weiterbestellung des Verkehrs auch eine Verlängerung nach Nordhorn geprüft werden sollte. Aus diesem Grund hatte sich auch die Stadt Nordhorn finanziell an dem Projekt beteiligt und war, wie die Stadt Bad Bentheim, Projektpartner.
Hier bestand direkter Anschluss zur Regionalbahn nach Bielefeld; in Hengelo existierten Umsteigemöglichkeiten zu verschiedenen Linien der NS und Syntus.
Für den Grensland Express wurden Wagen der Reihe DM ’90 von Syntus eingesetzt (siehe Verbrennungstriebwagen der NS), wobei das Stammfahrzeug (3436) eine spezielle Beklebung erhalten hatte. Da die Triebwagen auf die niederländische Standard-Bahnsteighöhe von 840 mm angepasst sind, mussten auf den mit damals 380 mm (heute 760 mm) deutlich niedrigeren Bahnsteigen in Bad Bentheim spezielle Podeste eingesetzt werden, die jeweils bei Ankunft des Zuges an die Ausgänge positioniert wurden. Sie mussten vor Abfahrt wegen des größeren Lichtraumprofils der diesen Bahnhof durchfahrenden Güterzüge wieder von der Bahnsteigkante entfernt werden.
Im August 2012 nutzen statt der prognostizierten 600 lediglich 250 Passagiere das Angebot zwischen Bad Bentheim und Oldenzaal. Bis Oktober 2013 hatte das Projekt rund sechs Millionen Euro seit Beginn gekostet. Auf Grund der zu geringen Fahrgastzahlen auf dem grenzüberschreitenden Abschnitt wurde die Zugverbindung zum Fahrplanwechsel im Dezember 2013 eingestellt.

## Tarif
Neben Einzel- und Rückfahrkarten (ermäßigt) wurden in den Syntus-Regionalzügen auch das Schönes-Wochenende-, das Niedersachsen-Ticket sowie die Bahncard anerkannt. Für Fahrräder und Hunde gab es ein Zusatzticket. Fahrausweise wurden im Zug durch das Zugbegleitpersonal verkauft.

## Weitere Entwicklung
Nachdem der Grensland Express die in ihn gesetzten Erwartungen nicht erfüllen konnte, war für Dezember 2017 die Wiederaufnahme des Nahverkehrs im Abschnitt Bad Bentheim–Hengelo vorgesehen. In der Neuausschreibung des Teutoburger-Wald-Netzes wurde dazu der Einsatz von Zweisystemfahrzeugen gefordert, damit die Linie RB 61 Wiehengebirgs-Bahn von Bielefeld über ihren bisherigen Endpunkt Bad Bentheim hinaus nach Hengelo verlängert werden kann. Durch den Wegfall des Umstieges in Bad Bentheim und die durchgehende Verbindung nach Rheine, Osnabrück und Bielefeld erhoffen sich die Verantwortlichen deutlich mehr Fahrgäste als beim Grensland Express, der nur zwischen Bad Bentheim und Hengelo pendelte. Statt 300 Fahrgästen sollten dann täglich 750 in diesem Abschnitt die Nahverkehrszüge nutzen.
Ende November 2017 gab Keolis bekannt, dass der Verkehr zwischen Bad Bentheim und Hengelo erst am 14. Januar 2018 aufgenommen werden sollte. Nach Angabe von Keolis war eine verzögerte Zulassung der Zweisystem-Triebwagen Grund für diese Verschiebung. Tatsächlich begann der Betrieb am 26. Februar 2018.